# Klövsjön, Västmanland
Klövsjön är en sjö i Sala kommun i Västmanland och ingår i Dalälvens huvudavrinningsområde. Sjön har en area på 0,123 kvadratkilometer och ligger 89,2 meter över havet.

## Delavrinningsområde
Klövsjön ingår i det delavrinningsområde (665612-154014) som SMHI kallar för Namn saknas. Medelhöjden är 83 meter över havet och ytan är 8,62 kvadratkilometer. Det finns inga avrinningsområden uppströms utan avrinningsområdet är högsta punkten. Vattendraget som avvattnar avrinningsområdet har biflödesordning 3, vilket innebär att vattnet flödar genom totalt 3 vattendrag innan det når havet efter 118 kilometer. Avrinningsområdet består mestadels av skog (69 procent) och jordbruk (13 procent). Avrinningsområdet har 0,12 kvadratkilometer vattenytor vilket ger det en sjöprocent på 1,4 procent.